# Sikorsky CH-53 Sea Stallion
El Sikorsky CH-53 Sea Stallion es el nombre más común usado para designar a la familia de helicópteros de transporte de carga pesada S-65 del fabricante estadounidense Sikorsky Aircraft Corporation. Originalmente fue desarrollado para el Cuerpo de Marines de los Estados Unidos, y después fue adoptado por la Armada estadounidense; también está en servicio con Alemania, Irán (antes de la Revolución islámica de 1979), Israel, México, y la variante MH-53 Pave Low con la Fuerza Aérea de los Estados Unidos. La Fuerza Aérea estadounidense también operó con el modelo HH-53 Super Jolly Green Giant durante el período tardío de la guerra de Vietnam y con posterioridad a ella, es decir, desde comienzos de la década de 1970.
El CH-53E Super Stallion, designado S-80E por Sikorsky, es una versión mejorada de dimensiones similares, que puede levantar carga más pesada, con un tercer motor adicional que lo hace más potente que del bimotor Sea Stallion original, al cual terminó reemplazando en la función de transporte de las cargas más pesadas.

## Historia

### Antecedentes
En 1960, el Cuerpo de Marines de los Estados Unidos comenzó a buscar un reemplazo para sus helicópteros HR2S, que todavía estaban propulsados por motores de pistón (en su caso, Pratt & Whitney R-2800), frente a las más modernas turbinas de gas.
El 27 de enero de 1961, los 'Marines' comenzaron a trabajar con las otras tres fuerzas (la Armada, el Ejército y la Fuerza Aérea), en un entonces novedoso concepto que sería denominado Tri-Service VTOL transport (“Transporte VTOL para los tres servicios”), que finalmente derivaría en la aeronave de ala basculante (tiltwing), Vought-Hiller-Ryan XC-142A.
El diseño se fue paulatinamente volviendo cada vez más elaborado, y el programa se comenzó a alargar más de lo previsto, lo que causó que el Cuerpo de Marines de los Estados Unidos perdiese interés en el mismo y lo terminara abandonando, cuando decidieron que (a ese ritmo de avance de los trabajos) no recibirían una aeronave funcional u operativa en un tiempo satisfactorio o prudencial. Al final, el XC-142A, aunque era una máquina innovadora que había demostrado su capacidad en las pruebas preliminares, nunca llegó a la etapa de producción en serie.

### Programa Helicóptero Pesado Experimental
En marzo de 1962, la Oficina de Armas Navales (Bureau of Naval Weapons) de la Armada estadounidense, no solo actuando en nombre de su propia fuerza, sino también en el del Cuerpo de Marines, emitió la solicitud oficial de un futuro helicóptero de transporte pesado, bajo la denominación Heavy Helicopter Experimental/HH(X). Las especificaciones dictaban una capacidad de carga de unos 3600 kg, con un radio de operación de las 100 millas náuticas (unos 185 km), y una velocidad de 150 nudos (278 km/h). Se deseaba que el entonces futuro HH(X) fuese un gran helicóptero que permitiese transportar personal o tropas de asalto, rescatar aeronaves abatidas o accidentadas y desempeñar la función de vehículo aéreo para la evacuación médica. Para las operaciones de asalto en particular, sería más utilizado para transportar equipos (relativamente) pesados que tropas en sí. El helicóptero fue designado CH-53A Sea Stallion y la entrega de los helicópteros de producción comenzó en 1966.
En respuesta a esa petición oficial, Boeing Vertol ofreció una versión modificada de su CH-47 Chinook; por su parte, Kaman Aircraft ofreció un potencial desarrollo del “helicóptero compuesto" o girodino británico Fairey Rotodyne; finalmente, Sikorsky ofreció una versión más grande y potente de su S-61R, con dos motores de turboeje General Electric T64 y el sistema dinámico del S-64, que derivaría en el posterior S-65. La propuesta de Kaman murió rápidamente, después de que el gobierno británico finalmente retirase su financiamiento del programa Rotodyne. Por su parte, la competencia entre Boeing Vertol y Sikorsky fue intensa, con la ventaja a favor del Chinook, porque éste ya había sido seleccionado y adquirido por el Ejército estadounidense. Sikorsky redobló su apuesta y “puso toda la carne en el asador”, y así logró obtener el contrato en julio de 1962.

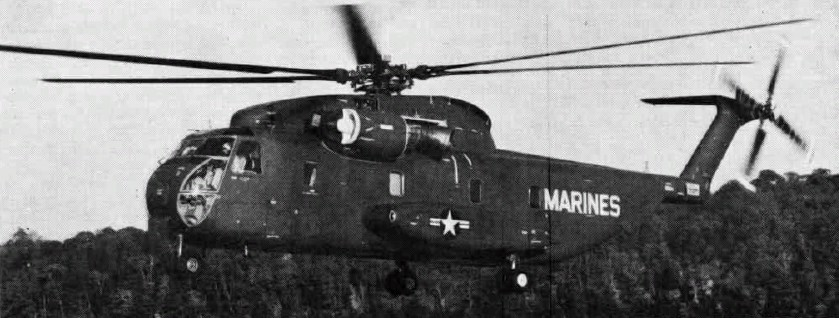
El prototipo del YCH-53A en 1964.

Los Marines querían comprar originalmente cuatro prototipos, pero pronto se encontraron con problemas financieros. Por su parte, Sikorsky, determinado a mantener el contrato, cortó su estimación inicial sobre los costes de desarrollo del proyecto, y alegó que el programa podía proseguir con la fabricación de solamente dos aeronaves experimentales. Los militares terminaron aceptando la nueva propuesta, y, en septiembre de 1962, Sikorsky recibió un contrato de poco menos de 10 millones de dólares por dos prototipos del YCH-53A, así como un modelo a escala real para realizar algunas pruebas estáticas en tierra.
El programa de desarrollo no estuvo libre de problemas, debido al déficit de recursos de ingeniería, además de varios incumplimientos entre algunos subcontratistas y el gobierno federal; pero estos problemas serían gradualmente superados o subsanados. También existía el serio inconveniente de que el entonces Secretario de Defensa, Robert S. McNamara, estaba presionando para que las distintas organizaciones adquiriesen un mismo modelo de helicóptero (concepto conocido en ese entonces como commonality, algo así como “uniformidad”), con el evidente propósito de abaratar costes. La aeronave común que se pretendía seleccionar era el birrotor CH-47 Chinook, pero los Marines lograron convencer al personal de McNamara de que el Chinook no lograría satisfacer sus requerimientos, por lo menos no sin la previa realización de numerosos y costosos cambios.
Una vez que todos los problemas hubieron sido definitivamente resueltos, el primer YCH-53A realizó su primer vuelo, en la propia planta de Sikorsky Aircraft en Stratford (estado de Connecticut), el 14 de octubre de 1964, unos cuatro meses más tarde de lo originalmente programado; no obstante, los vuelos de prueba transcurrieron mejor de lo previamente esperado, ayudando a recuperar parte del tiempo perdido durante la etapa de desarrollo anterior. Por su parte, los Marines ya habían realizado un contrato por la adquisición de 16 helicópteros el anterior mes de septiembre. Una vez entregadas las primeras unidades, recibiría la designación o denominación militar de CH-53A Sea Stallion.
La entrega de los primeros CH-53 de producción comenzó en 1966.

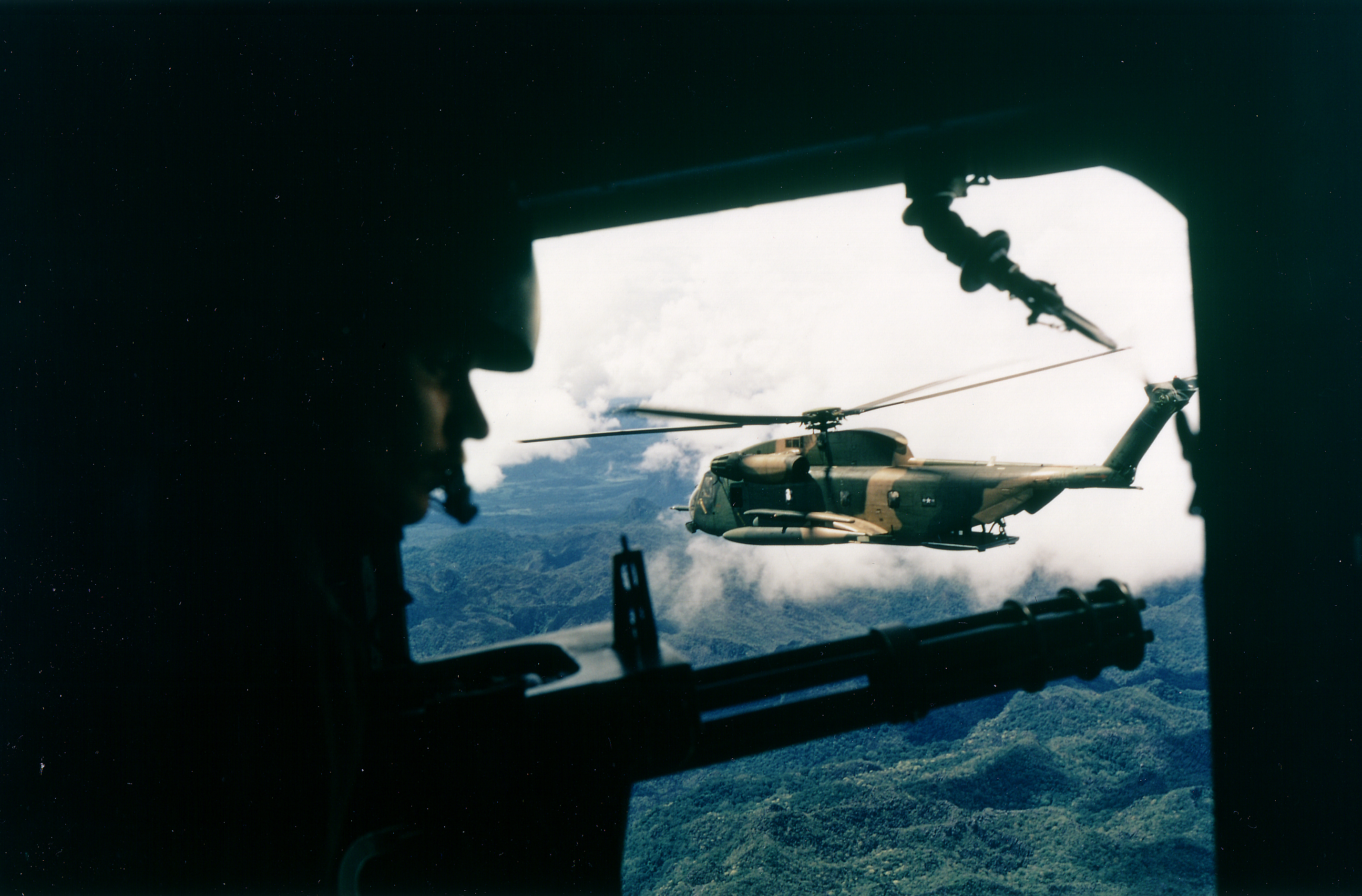
Un HH-53 del 40.º Escuadrón de Rescate y Recuperación Aerospacial visto desde la posición del artillero de un helicóptero del Escuadrón de Operaciones Especiales, en Vietnam durante 1972.

### CH-53A
Los CH-53A comenzaron a arribar al entonces Vietnam del Sur en enero de 1967 y pronto demostraron su utilidad, a la larga llegando a recuperar aún más aeronaves derribadas que el mismo CH-54.
Un total de 141 CH-53A llegarían a ser fabricados, incluyendo los dos prototipos iniciales. Por otro lado, la Armada estadounidense adquirió 15 CH-53A de los Marines en 1971 para la realización de operaciones aéreas de barrido de minas. Los helicópteros poseían los más potentes motores de turboeje General Electric T64-GE-413 y recibirían la designación de RH-53A.

### Versiones para la Fuerza Aérea
La Fuerza Aérea ordenó el HH-53B Pave Low en septiembre de 1966, el cual realizó primer vuelo el 15 de marzo de 1967. Se le agregó una sonda para poder ser reabastecido en vuelo, así como depósitos externos desechables y un cabrestante para realizar rescates. Poseía motores General Electric T64-GE-3 actualizados. La USAF utilizaría sus HH-53B para realizar tareas de búsqueda y salvamento de combate (CSAR).
El HH-53C era una variante mejorada para CSAR, con un depósito de combustible menor (de 1705 litros o 450 galones estadounidenses), para tener un funcionamiento más aligerado. También incluía blindaje adicional y un mejor sistema de comunicaciones. El CH-53C era similar, a excepción de que carecía de la sonda de reabastecimiento. Fue usado por la USAF como transporte más general.

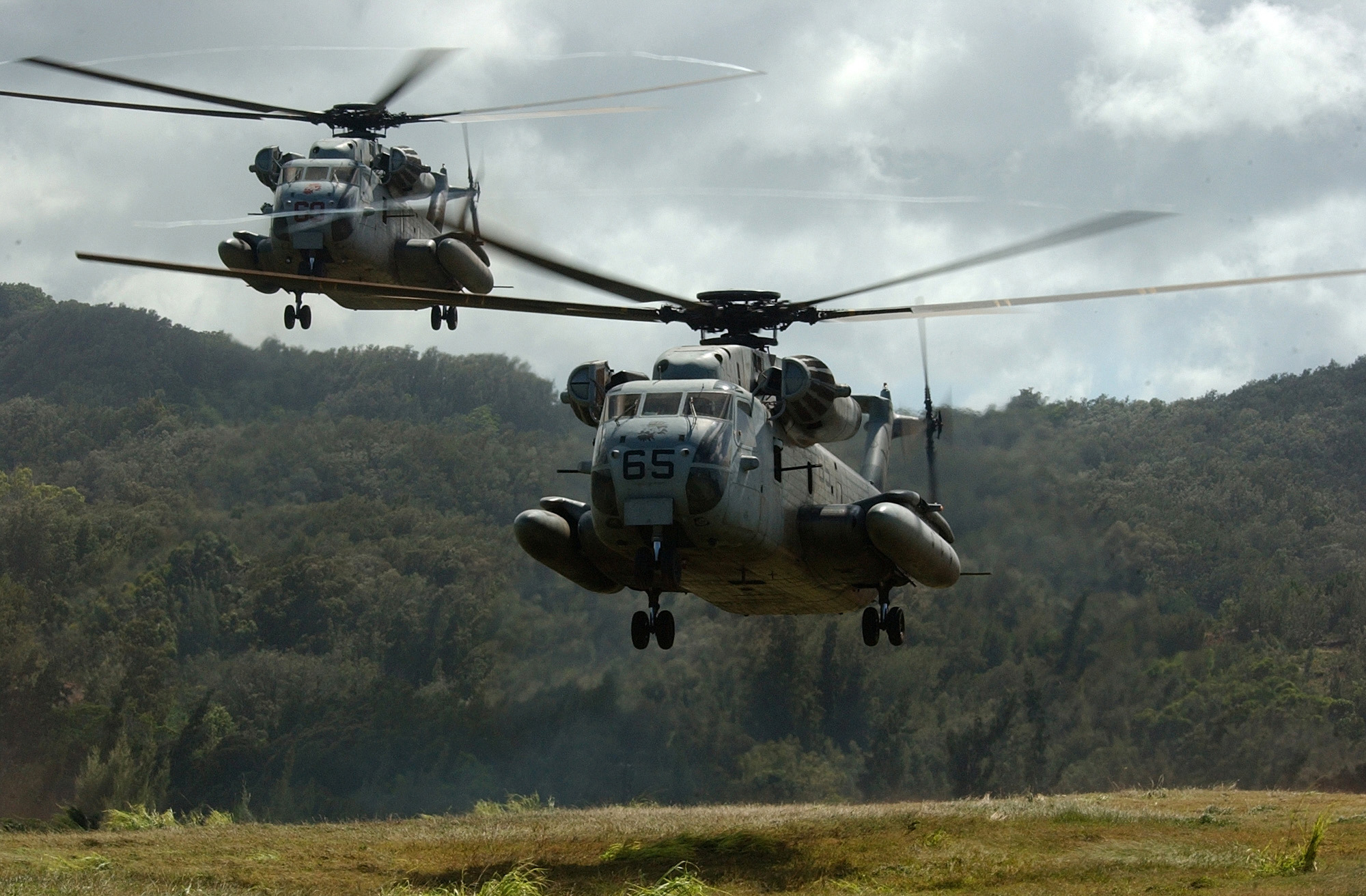
Un par de CH-53D del HMH-362 (Heavy Marines Helicopters Squadron 362), durante sus sendos aterrizajes.

### Evolución del CH-53 en los Marines
La operación en climas tropicales cálidos como el vietnamita demandaba más potencia, por lo que los marines finalmente se decidieron por adquirir una variante mejorada, denominada CH-53D, con motores actualizados, originalmente los T64-GE-412 y luego los T64-GE-413. El CH-53D también incluía un sistema de transmisión actualizado, acorde con los motores más potentes, además de que su interior rediseñado permitía transportar hasta a 55 soldados. El vuelo de bautismo del CH-53D tuvo lugar el 27 de enero de 1969. El CH-53D prestó servicios junto al CH-53A durante el resto de la guerra de Vietnam, hasta la recordada evacuación de la embajada estadounidense de Saigón (actual Ciudad Ho Chi Minh, en abril de 1975), ante la inminente caída de esa antigua capital debido al avance de las fuerzas comunistas del entonces Vietnam del Norte.
La Armada de los Estados Unidos también adquirió helicópteros CH-53D para realizar operaciones de barrido de minas navales. Estos fueron designados RH-53D e incluían equipos para el barrido de minas, además de un par de las clásicas ametralladoras M2 Browning (de 12,7 mm) para la detonación de minas desde una altitud segura. La Armada estadounidense recibió 30 RH-53D a partir de 1973. Luego de que estos últimos hubieron efectivamente entrado en servicio, los RH-53A fueron devueltos a los marines, con quienes recobraron su anterior configuración como CH-53A.
Además, existió una versión especial de transporte vip con un lujoso interior, denominada VH-53D, usada por el Cuerpo de Marines de los Estados Unidos para los vuelos presidenciales.
Durante la década de 1980, la flota de CH-53 Yas'ur de la Fuerza Aérea Israelí fue actualizada y mejorada por Israel Aircraft Industries, junto a la firma de alta tecnología militar Elbit Systems. Este proyecto (que finalizaría en 1997) mejoró la aviónica de los CH-53, su robustez y extendió su vida útil en por lo menos unas dos décadas más.
En 1989, algunos de los CH-53A retirados por el Cuerpo de Marines fueron transferidos a la Fuerza Aérea para realizar tareas de entrenamiento, bajo la redenominación TH-53A (TH por Training Helicopter). Estos fueron privados de la mayor parte de sus ahora poco útiles equipos operativos, además de haber sido pintados con los colores de camuflaje de la Fuerza Aérea.

### CH-53E
En 1967 el Cuerpo de Marines emitió un requerimiento por un helicóptero con una capacidad d de 1,8 veces la del CH-53D, que pudiera operar desde un buques de asalto anfibio. Sikorsky había estado trabajando en una mejora del CH-53D, bajo la designación de compañía S-80, equipado con un tercer motor turboeje y un rotor más potente. Sikorsky propuso el diseño del S-80 a los Marines en 1968. Los Marines lo consideraron una solución rápida y adaptada a lo que buscaban, y financiaron el desarrollo de un helicóptero prototipo. El CH-53E también incluí una transmisión más potente y el fuselaje se alargó en 1,88 m. Las palas del rotor principal se cambiaron por unas de materiales compuestos de fibra de vidrio-titanio. Se añadió un nuevo sistema de control de vuelo automático. La configuración también se cambió a una cola vertical y más alta, con el rotor de cola basculado ligeramente para proporcionar algo de sustentación en vuelo estacionario.

## Diseño
El diseño del fuselaje del Sea Stallion es evidentemente similar al de la serie Sikorsky S-61R/Jolly Green Giant. Tiene una puerta para pasajeros en el lado derecho del fuselaje, detrás de la cabina del piloto, además de una rampa de carga trasera automatizada.
El fuselaje era hermético, aunque no había sido específicamente diseñado para un uso anfibio, sino más bien para amerizar en caso de emergencia. Los controles de vuelo mecánicos de los Stallions están controlados por tres sistemas hidráulicos independientes (lo que proporciona una redundancia crítica en el caso del súbito fallo de uno de ellos). Un blindaje ligero brinda protección a la tripulación y los sistemas vitales de la aeronave.
El CH-53A está tripulado por cuatro miembros: piloto, copiloto, jefe de tripulación y un observador aéreo. Además, puede transportar a 38 soldados y 24 cestas o literas de evacuación con personal paramédico, además de una carga interna de 3630 kg (8000 libras o una externa de 5900 kg en un cabestrillo (soportado por un único gancho de soporte). Asimismo, está equipado con un par de ametralladoras M60 de 7,62 mm (calibre estándar de la OTAN), que apuntan a cada lado del fuselaje.
El CH-53A posee un rotor principal de seis aspas (a diferencia del posterior CH-53E, que tiene siete palas), además de un rotor de cola de cuatro aspas heredado de la grúa aérea Sikorsky S-64 Skycrane. Para ahorrar espacio dentro de los buques navales, son plegables tanto la estructura trasera (tail boom) como las aspas del rotor principal.
El sistema del rotores estaba originalmente propulsado por dos motores de turboeje General Electric T64-6, los que proporcionaban una potencia unitaria de 2125 kW (2850 shp), estando ubicados cada uno de ellos a cada costado del fuselaje. Posteriormente fue producido con los T64-1, de 2300 kW (3080 shp) y luego, con los T64-16 de 2600 kW (3485 shp). Por su parte, el HH-53B poseía motores T64-3 con un empuje unitario de 2297 kW (3080 shp).

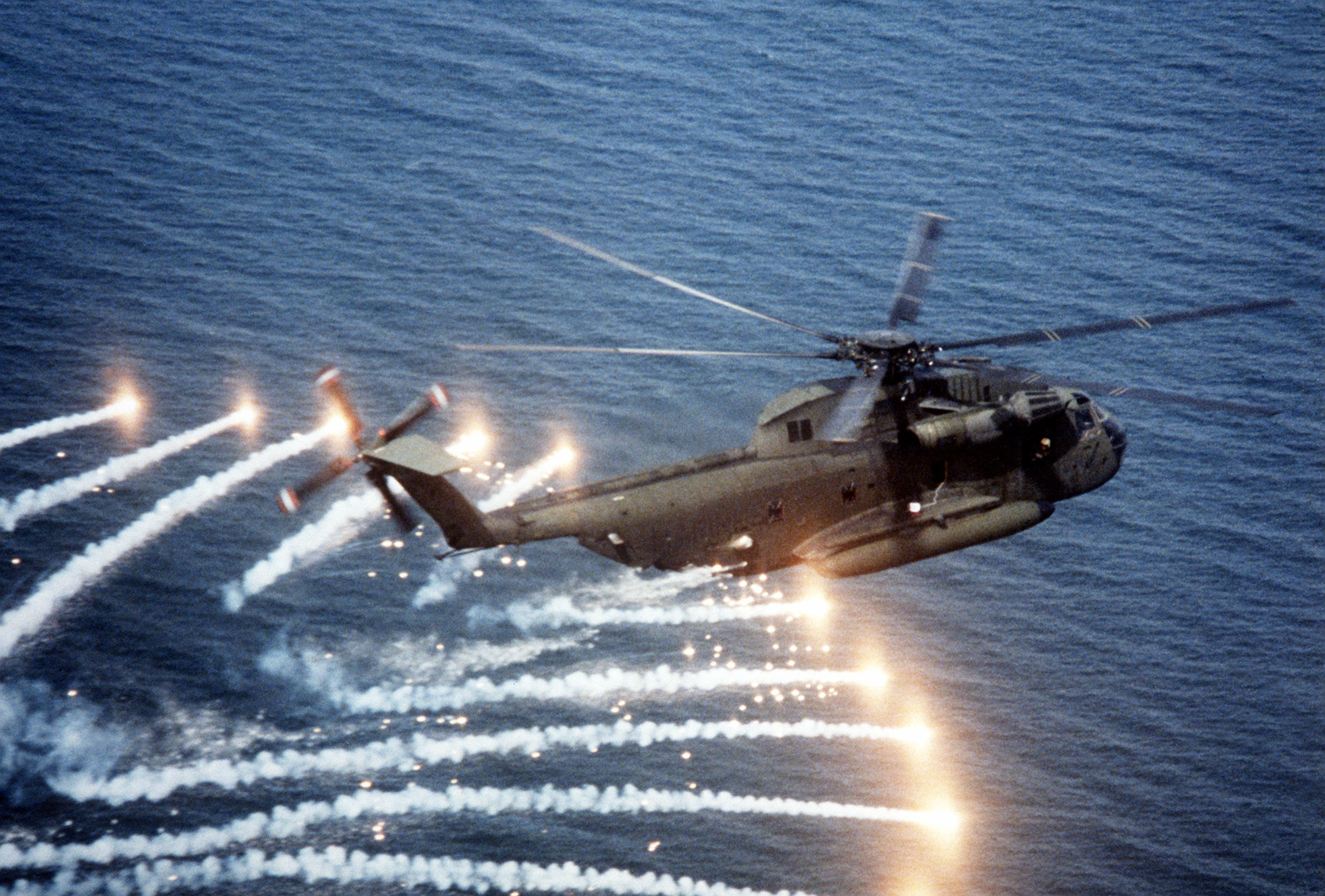
Un CH-53D lanzando bengalas defensivas, cerca de la Estación Aeronaval del Río Patuxent, durante 1982.

El CH-53D posee motores actualizados, inicialmente T64-GE-412 de 2755 kW (3695 shp), y posteriormente T64-413 de 2930 kW (3925 shp) con un sistema de transmisión actualizado. Asimismo se le agregaron asientos en su interior, para así poder transportar hasta 55 soldados. Los CH-53D están usualmente armados con ametralladoras gemelas M2 Browning de 12,7 mm. En años posteriores, CH-53D fueron equipados con contramedidas defensivas, incluyendo un dispositivo chaff AN/ALE-39 y contramedidas infrarrojas AN/ALQ-157.
Los CH-53D producidos posteriormente incorporaron un moderno sistema denominado Blade Inspection Method (BIM), para detectar pequeñas grietas en sus rotores metálicos. El BIM supone la presurización del interior de cada una de las aspas del rotor. Si se presenta alguna sutil fractura en alguna de ellas, la presión se pierde y se activa un indicador rojo en el extremo de la aspa afectada. Después, el sistema BIM fue conectado a una pantalla en la cabina del piloto. De esta manera se reduce el intercambio de las aspas del rotor, lo cual antes se hacía cada cierto tiempo, de manera más bien preventiva, y luego se comenzó a realizar cuando éstas comenzaban a evidenciar grietas.

## Historia operacional

### Estados Unidos
El CH-53 ha sido operado por los Marines y la Fuerza Aérea de los Estados Unidos. También lo ha sido por parte de la Armada de ese país, en apoyo de la Operación Libertad Iraquí (Operation Iraqi Freedom) y de la Operación Libertad Duradera (Operation Enduring Freedom) en Irak y Afganistán, desde sus bases en el pequeño emirato de Baréin.

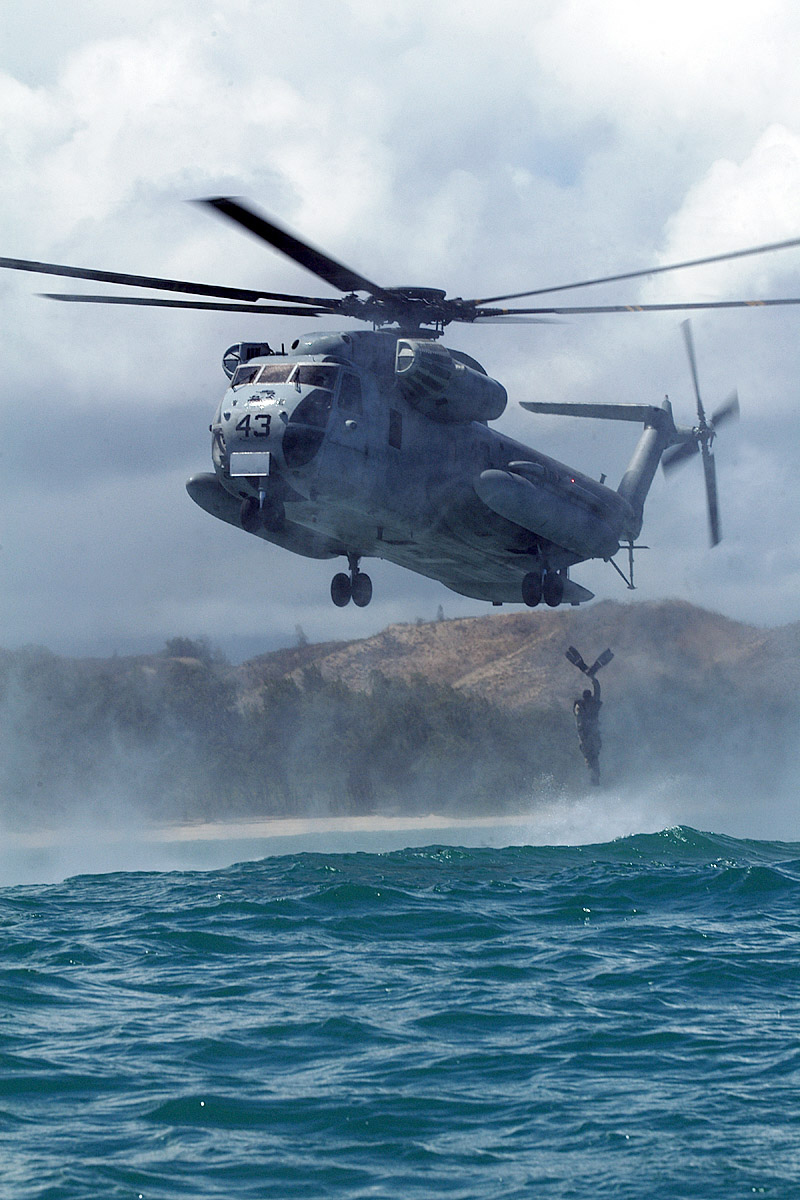
Un CH-53 realizando una inserción del tipo helocast, durante un entrenamiento cercas de las costas del archipiélago de Hawái.

#### Marines
El CH-53/HH-53 ha tenido una vasta experiencia de combate durante su prolongado período de servicio activo con las Fuerzas Armadas estadounidenses, sobre todo durante la guerra de Vietnam, a mediados de la cual este gigantesco helicóptero entró en servicio por primera vez. El CH-53D prestó servicios junto al CH-53A durante el resto de la guerra, como las recordadas evacuaciones del personal de las embajadas estadounidenses, tras la caída de Saigón (ante el avance del ejército comunista del entonces Vietnam del Norte) y Phnom Penh (Camboya), tras el avance de los también izquierdistas guerrilleros de los Jemeres Rojos.
Un total de 265 CH-53A y D fueron construidos para los Marines, saliendo su última unidad de fábrica el 31 de enero de 1972. En 2011 los CH-53D volaron sus últimas misiones de combate en Afganistán.
El 17 de septiembre de 2007, fue desplegado en Irak el escuadrón VMM-263 de los Marines, con diez convertiplanos (o aeronaves de rotor basculante) MV-22B Osprey. Los V-22 Osprey reemplazarán a los CH-46E y a los CH-53D en el Marines, pero a los helicópteros CH-53E. Al final de su vida útil los CH-53D Sea Stallions de los marines requerían ya una media de 20 horas de mantenimiento por cada hora de vuelo.
Por su parte, el planeado CH-53K comenzaría a reemplazar a los CH-53E de la Armada de los Estados Unidos y del Cuerpo de Marines hacia 2015, y según el programa acordado con Sikorsky Aircraft, calculándose que sus últimas entregadas tendrán lugar en 2022.
El CH-53D ha tenido participación en la Operación Libertad Duradera, lanzada por el presidente estadounidense George W. Bush en 2003. Desde la invasión de Irak de 2003, esta aeronave ha estado desempeñando funciones de combate que el convertiplano Osprey no es todavía capaz de realizar.[cita requerida]
También tendría participación como helicóptero en operaciones especiales y con la Fuerza Aérea de Israel, y durante la frustrada “Operación Garra de Águila” (Operation Eagle Claw), el intento en 1980 de rescatar a los rehenes estadounidenses que se hallaban secuestrados en la embajada de los Estados Unidos en Teherán, pocos meses después del triunfo de la Revolución islámica iraní, encabezada por el ayatolá Jomeini. Esa malograda operación militar terminó en el embarazoso desastre de Desert One para el entonces presidente James “Jimmy” Carter.

#### Fuerza Aérea

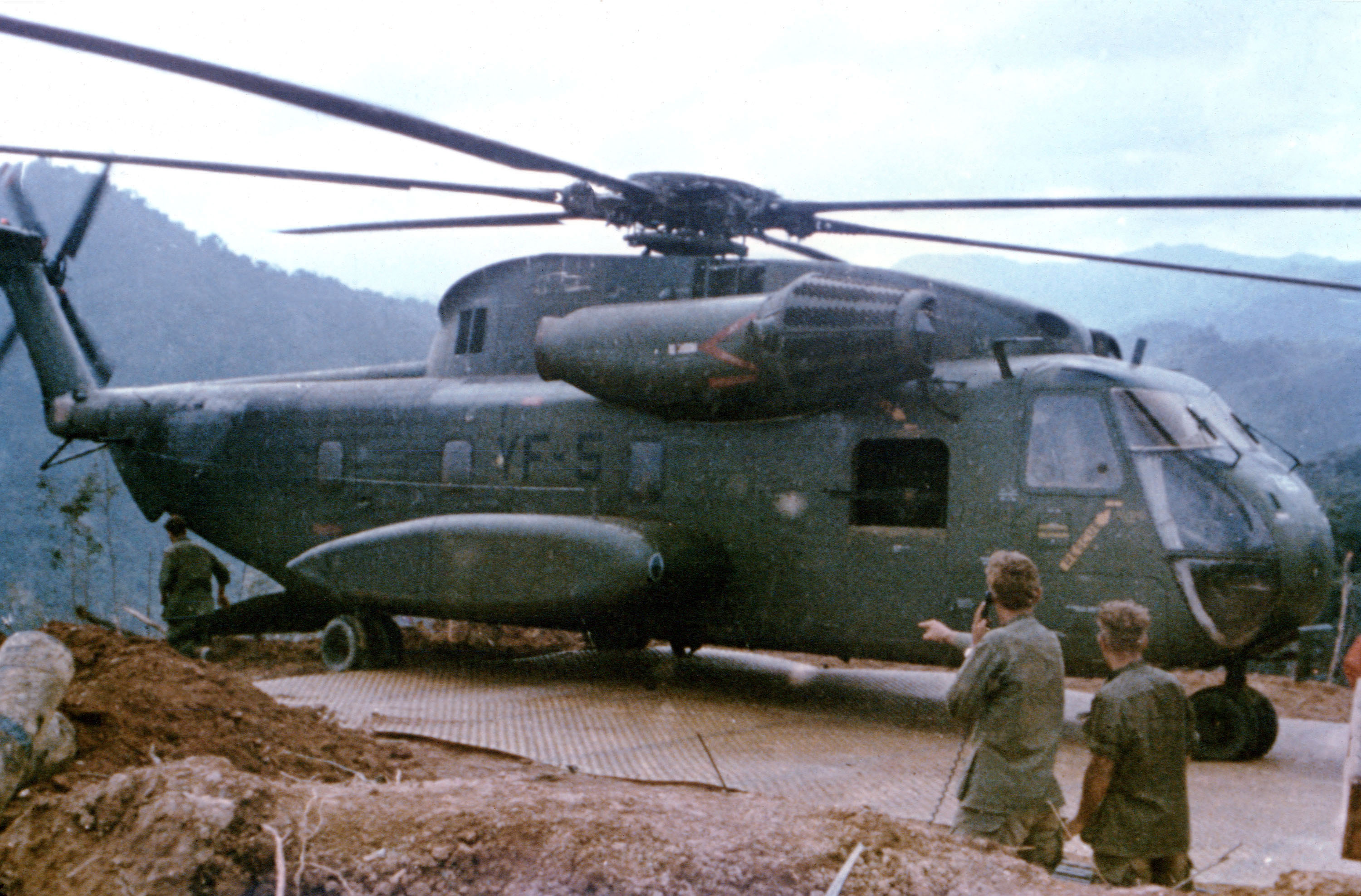
Un CH-53 del Escuadrón 462 de Helicópteros Pesados de los Marines, en un helipuerto improvisado en una base situada en el alto de una montaña de Vietnam en 1968.

Los HH-53 Super Jolly de la USAF fueron los principales helicópteros de búsqueda y salvamento de combate (Combat Search and Rescue, CSAR) en el sudeste asiático entre 1967 y 1975. Entre estas últimas misiones, en 1970 transportaría al equipo de rescate de la denominada Operación Costa de Marfil hacia la prisión norvietnamita de Son Tay, además de a los marines que trataron de rescatar a la tripulación del buque SS Mayagüez, capturado momentáneamente por el régimen camboyano del Jemer Rojo.
La Fuerza Aérea de los Estados Unidos (USAF) tenía gran aprecio por el Sikorsky HH-3E "Jolly Green Giant" dedicado a operaciones de búsqueda y rescate de largo alcance, así que fue normal que se interesa por el S-65. En 1966, la USAF contrató el desarrollo de una variante del CH-53A, que sería el HH-53B. Mientras se esperaba la entrega de los HH-53B, la Fuerza Aérea obtuvo dos CH-53A para entrenamiento. Se construyeron un total de 44 HH-53C, versión mejorada, que entraron en servicio en 1968. El HH-53B/C fue utilizado en operaciones CSAR (búsqueda y rescate en combate), operaciones encubiertas, y localización de cápsulas de reingreso de satélites de reconocimiento KH-8. La Fuerza Aérea obtuvo 20 CH-53C, similares a los HH-53C, pero sin sonda de reabastecimiento. Como los CH-53C también estaban armados y blindados, en Vietnam se dedicaron a misiones especiales.
El más moderno HH-53H contaba con equipos para operar de día y de noche. Esta versión mantuvo la sonda de reabastecimiento, depósitos externos, elevador de rescate y las armas de defensa del HH-53C. La USAF buscó continuamente que sus HH-53 fueran capaces de operar en cualquier condición y así los 41 helicópteros HH-53 serían convertidos en MH-53J Pave Low III, lo más avanzado en su momento. El MH-53H se dedicó a operaciones de rescate pero también a operaciones especiales. Un MH-53H guio a los helicópteros AH-64 que realizaron los primeros disparos de la guerra del Golfo. La versión avanzada MH-53M fue empleada en misiones de rescate en combate en Kosovo y en Irak.
Los MH-53 Pave Low de la Fuerza Aérea fueron retirados en 2008. Los Boeing MH-
47E/G Chinook del US Army y los CV-22 de los escuadrones de operaciones especiales de la USAF los sustituyeron.

#### Armada estadounidense
La Armada estadounidense convirtió, en 1971, 15 CH-53A de los Marines, equipándolos con dispositivos para la detección, barrido y neutralización de minas. Esta variante se denominó RH-53A. A comienzos de 1973 fueron utilizados por la Task Force 98 de la Armada estadounidense para desminar los puertos norvietnamitas. Posteriormente, se emplearon en 1974 en el desminado del canal de Suez. En 1977, algunos RH-53D se destinaron a misiones logísticas de reaprovisionamiento de buques. La misión más famosa fue la del rescate de rehenes de la embajada en Teherán, aunque los RH-53 fueron pilotados en esta misión por marines.
Los RH-53A se utilizaron para explorar las posibilidades y a la espera de la llegada de 30 RH-53D Sea Dragon. Los RH-53D fueron entregados a partir del verano de 1973, y permanecieron en servicio hasta principios de 2003, siendo sustituidos por el MH-53E.

#### Operadores civiles
El 12 de octubre de 2004, la empresa Heavy Lift Helicopters (de la localidad californiana de Apple Valley) recibió el primero de dos CH-53D Sea Stallion provenientes de la Base de la Fuerza Aérea (AFB) de Davis-Monthan, para ser convertidos en helicópteros Helitack de combate de incendios forestales. Esta modificación terminó produciendo un Fire Stallion.

### Israel
En agosto de 1968, una delegación de la Fuerza Aérea Israelí visitó la planta de la Sikorsky Aircraft Corporation en Stratford (estado de Connecticut, en los Estados Unidos), con el fin de seleccionar el que sería su próximo helicóptero de asalto aéreo, tras la negativa del entonces presidente francés Charles de Gaulle de venderles unidades adicionales del Aérospatiale SA 321 Super Frelon. El equipo israelí estaba buscando una aeronave que tuviese mayor capacidad de carga, fuese muy robusto y maniobrable, y que pudiese incluso sobrevivir a algunos impactos directos de proyectiles de diverso calibre. Se decidió examinar el entonces novedoso Sikorsky CH-53. También habrían de ver el modelo birrotor Boeing CH-47 Chinook y compararlo con el Sikorsky CH-53. Las lecciones aprendidas en la entonces muy reciente guerra de los seis días del año anterior, llevaron a la delegación a decantarse por la propuesta de Sikorsky. El CH-53 era más grande y más fuerte que cualquier otro helicóptero operado por la Fuerza Aérea Israelí, y representaba una nueva generación de helicópteros de asalto, un paso adelante en términos de operaciones militares de rescate, de transporte y desembarco táctico de tropas.
Israel compró sus primeros helicópteros a Sikorsky como versiones civiles. Por ello, se denominaron S-65 a pesar de ser equivalentes al CH-53D de los Marines. En septiembre de 1969, durante el transcurso de una guerra de desgaste, los primeros dos helicópteros CH-53 arribaron al puerto de Ashdod, y recibieron el nombre hebreo de Yas'ur (“Petrel”). Al poco tiempo ya serían enviados a la acción. Los dos helicópteros se unieron al Escuadrón 114 en la Base Aérea de Tel Nof, volando junto con los Super Frelon. El 6 de agosto de 1970, fue formalmente establecido el primer escuadrón de Yas'ur. Son los principales helicópteros de carga de la FAI, transportando tanto tropas como equipos relativamente pesados. 
En diciembre de 1969 el Escuadrón 114 asignó dos Yas'urs y tres Super Frelon para ayudar a capturar un radar de defensa aérea P-12 operado por militares egipcios. Los Super Frelon transportaron a las fuerzas especiales y los Yas'urs se encargaron de llevar el radar, dividido en dos partes, a Israel para ser examinado por científicos e ingenieros israelíes en la Operación Rooster 53.
Cuando estalló la Guerra de octubre de 1973 se habían recibido 17  helicópteros. Con el puente aéreo se enviaron algunos más a Israel para reemplazar los que se perdieron en combate o accidentes antes de la guerra. Durante la guerra del Yom Kippur de 1973, los Yas'ur desplazaron varias unidades de artillería a varios frentes, evacuaron a soldados heridos y rescataron pilotos abatidos detrás de las líneas enemigas. En un combate, uno de ellos resultó dañado por el fuego del cañón de un caza MiG-21, pero logró regresar a salvo a su base. En el frente Norte los CH-53 transportaron detrás de las líneas sirias equipos de comandos equipados con jeeps armados con cañones contracarro para hostigar la retaguardia. También realizaron misiones de inteligencia electrónica (SIGINT) y de interferencias del radar enemigo. Durante una de estas misiones los egipcios derribaron un Yas'ur sobre el sur del Sinaí. Los Yas'ur transportaron a los comandos israelíes en la reconquista del Monte Hermón, en manos de comandos sirios desde el inicio de la guerra. Desde ese año, los Yas'ur también han sido usados por las FDI para desembarcar y desplegar sus comandos especiales Sayeret durante incursiones rápidas en Líbano y Siria. Otra de las misiones no habituales era la de recuperar los drones Firebee, usados en la década de 1970 y de 1980 para prácticas de tiro y reconocimiento.
En 1989, se usaron helicópteros Yas'ur para combatir un gigantesco fuego que se había desatado en el Monte Carmelo. Realizaron docenas de vuelos bajos sobre las llamas y el humo, arrojaron un total combinado de unos 700 000 litros de agua, y finalmente lograron extinguirlo.
Durante la década de 1980 Israel se esforzó por mejorar y mantener su flota. Se compraron más helicópteros de diversas fuentes, incluyendo dos de la Fuerza Aérea Austriaca. Esto formaba parte del esfuerzo continuo por reforzar la fuerza operativa y cubrir las pérdidas, debidas en su mayor parte a accidentes. La empresa de aeronáutica militar hebrea Israel Aircraft Industries, junto con la firma de alta tecnología militar Elbit Systems, actualizó y mejoró la flota de Yas'ur de la IAF. El proyecto, que finalizó en 1997, mejoró la aviónica, robustez y extendió la vida media de las aeronaves en unos 20 años adicionales.
En 2006, durante la denominada segunda guerra del Líbano, un CH-53 que había transportado previamente 30 soldados fue derribado por un misil antiaéreo lanzado por guerrilleros de Hezbolá. Murieron cinco miembros del equipo, incluyendo una mujer, habiendo sido la primera israelí fallecida en una misión durante esa batalla. Se trató del primer CH-53 derribado por fuerzas irregulares enemigas. Esta aeronave en particular no tenía el nuevo sistema defensivo antimisiles.[cita requerida]
Fruto de la experiencia en Líbano en 2008 Israel empezó a convertir sus 23 CH-53 supervivientes al nuevo estándar modernizado Yasur 2025, que además de darle los últimos avances disponibles debería prolongar su vida útil hasta 2025. Un accidente en los montes Cárpatos de Rumania en julio de 2010 dejó al descubierto que los CH-53 israelíes se entrenaban en misiones de inserción a larga distancia, con reabastecimiento incluido, volando a baja altura para evitar el radar. Dada la distancia entre Israel y Rumania se cree que se simulaban misiones en Irán.

### Alemania
Las unidades aéreas del Ejército Federal alemán (Bundeswehr) recibieron un total de 110 ejemplares de la variante CH-53G (G por Germany). A excepción de las dos primeras, todas las demás aeronaves fueron enteramente construidas en el país. El primer vuelo realizado por un CH-53G tuvo lugar en 1971, seguido en marzo de 1973 con la entrega de las primeras unidades al Regimiento Aéreo N.º 35, basado en Mendig, y posteriormente al entonces recientemente creado N.º 15.
Para satisfacer especificaciones más exigentes que las originales, con el paso del tiempo los CH-53G recibieron modificaciones diseñadas para prolongar su vida útil y mejorar sus capacidades operacionales. Estas involucraron tres actualizaciones principales: nuevos sistemas de alerta y de defensa contra misiles enemigos, incorporación posible de dos depósitos de combustible externos adicionales para elevar su autonomía hasta los 1.800 km (a la vez que transportando 36 soldados armados o una carga de 5.500 kg). Además incluyen la agregación de un equipo de visión nocturna en la cabina del piloto, para así poder realizar vuelos furtivos de baja altitud durante la noche.
Todos los CH-53G ya habían sido actualizados para comienzos del pasado 2001, por parte del consorcio Eurocopter Germany. Estas unidades alemanas han realizado varias operaciones internacionales, bajo los auspicios de la OTAN, de las fuerzas de paz de las Naciones Unidas en Kosovo (KFOR), de la IFOR y más recientemente con la ISAF en Afganistán y apoyando a Francia en Mali. Debido a la evidente menor capacidad de carga del NH-90, se está teniendo en mente la eventual extensión de la vida útil de al menos una parte de la flota de CH-53, con el propósito de estirar su operatividad hasta aproximadamente el año 2030.

### México
Entre los años 2003 y 2005, México adquirió al gobierno de Israel cuatro helicópteros CH-53 de segunda mano. Las gestiones se iniciaron en 2003 y concluyeron con la entrega del último de estos helicópteros en 2005, durante el gobierno de Vicente Fox Quezada.
De estos equipos, dos se encuentran operativos y los otros dos son usados como repuestos. Antes de su entrega, los equipos recibieron un completo remozado por parte de IAI, llevándolos al modelo 2000, denominado como "Yassur" por parte de los israelíes. Parte de estas modificaciones incluyeron la instalación de nuevos radares, nuevos motores, nueva caja de velocidades y equipo de visión nocturna.
Estos equipos son utilizados en labores de búsqueda y rescate, así como en la aplicación del Plan DN-III-E por parte de la SEDENA.

#### Irán
En los años 70, Irán compró seis RH-53D para su Armada. Se cree que los cinco RH-53D abandonados por Estados Unidos en el intento de rescate de rehenes fueron empleados por Irán para mantener en vuelo los seis RH-53D que había comprado, y para los cuales era difícil encontrar repuestos debido al embargo. Durante la guerra con Irak, los iraníes emplearon sus RH-53D para transportar comandos navales en operaciones de combate. Entre 1998 y 2007, los iraníes consiguieron repuestos para sus RH-53 y CH-47 a través de una empresa de Singapur. Según algunas fuentes, Irán podría haber incluso puesto en vuelo algunos de los RH-53 estadounidenses.

## Variantes

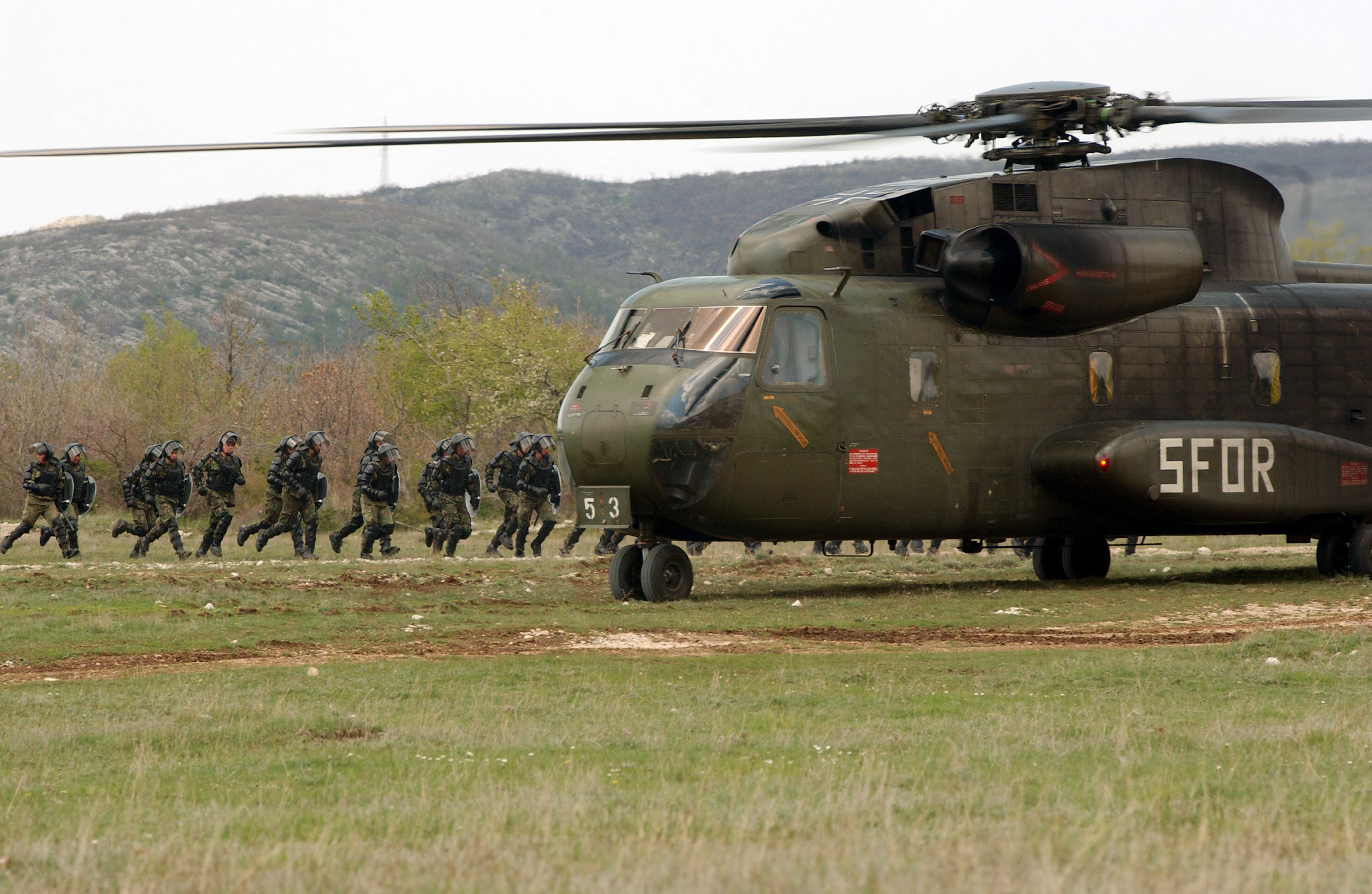
Un CH-53G del Cuerpo de Aviadores del Ejército Alemán (Bundeswehr), durante un ejercicio militar en Bosnia.

YCH-53A
Dos prototipos, con motores General Electric T64-GE-3, con un empuje unitario de 2850 shp.
CH-53A
Versión inicial de producción para el Cuerpo de Marines de los Estados Unidos, 139 construidos.
RH-53A
CH-53A para la Armada de los Estados Unidos, reequipados con dos motores General Electric T64-GE-413, de 3925 shp cada uno, además de incluir equipos para realizar el barrido aéreo de minas navales, 15 conversiones.
TH-53A
CH-53A sin sus principales equipos para misiones militares, usados como entrenadores de la Fuerza Aérea de los Estados Unidos.
CH-53D
CH-53A para la Cuerpo de Marines de los Estados Unidos, con un sistema de transmisión mejorado, una mayor cabina con capacidad para hasta 55 soldados y el plegado automático de las aspas de su rotor principal (particularmente útil durante los embarques), una transmisión mejorada, una mayor cabina para alojar hasta a 55 soldados, 126 construidos.
RH-53D
Versión antiminas del CH-53D para la Armada estadounidense, equipados con ametralladoras de 12,7 mm y sonda para reabastecimiento en vuelo, 30 construidos para la Armada y otros seis fabricados para la entonces Aviación de la Armada Imperial Iraní (después de la revolución de 1979, la Aviación de la Armada de la República Islámica de Irán).
VH-53D
Dos CH-53D del Cuerpo de Marines de los Estados Unidos, para transporte presidencial vip.
CH-53D Yas'ur
CH-53D exportado a Israel. La versión Yas'ur 2000 es una versión mejorada por parte de las Israel Aircraft Industries (IAI), para extender su ciclo de vida varios años después del año 2000. Incluso existe una variante más actualizada aún, denominada Yas'ur 2025, la cual incluye nuevos sistemas y cajas de cambio de velocidades.
VH-53F
Seis helicópteros vip para la Armada estadounidense/Cuerpo de Marines, para transporte presidencial, nunca construidos.
CH-53G
Versión alemana del CH-53D, para el Cuerpo de Aviación del Ejército Federal de Alemania Bundeswehr). Fueron fabricados un total de 112 de ellos, incluyendo 2 ejemplares de prepoducción, 20 ensamblados por la empresa neerlandesa FW-Fokker y otros 90 construidos por Sprey. Hasta 2007, 89 CH-53 alemanes se encontraban en servicio activo, cifra que se estima que casi se duplicaría en 2014, con 80 aeronaves adicionales. Todos los CH-53 germanos recibirán motores T64-100 (en tres lotes distintos). Todos ellos han recibido (o recibirán) capicidad IFR.
MH-53M
Es una versión del helicóptero CH-53 Sea Stallion para la Fuerza aérea de los Estados Unidos para realizar operaciones de búsqueda y rescate en combate de largo alcance. Fue diseñado para reemplazar al HH-53 Jolly Green Giant. El HH-53 fue luego mejorado al MH-53 Pave Low, versión que fue retirada el 1 de octubre de 2008.1
CH-53GS
Actualización, hacia fines de la década de 1990, de 20 CH-53G con medidas antimisiles adicionales, sistemas de comunicación y navegación actualizados y dos depósitos de combustible externos adicionales. Posteriormente recibieron el primer lote de motores General Electric T64-100 para poder operar apropiadamente en las condiciones calurosas y de altura del territorio afgano, además de incorporar ametralladoras MG3 y M3M.
CH-53GSX
Actualización adicional de seis CH-53G con electrónica moderna, dos depósitos de combustible externos, algunas contramedidas y filtros para el polvo (y la arena) en las entradas de aire de los motores, particularmente pedidos para ser desplegados en territorio afgano desde 2009, y así poder despegar y aterrizar sin mayores inconvenientes.
CH-53GA
Versión actualizada de otros 40 CH-53G con una nueva cubierta y controles de vuelo, piloto automático, sistemas de navegación y de comunicación, FLIR, contramedidas ECM y misilísticas, además de espacio suficiente para permitir la agregación de depósitos internos de combustible adicionales. Se planeaba completar esta actualización en 2013.
Para otras variantes específicas, véanse los artículos CH-53E Super Stallion y HH-53 Super Jolly Green Giant/MH-53 Pave Low.

## Operadores
Alemania

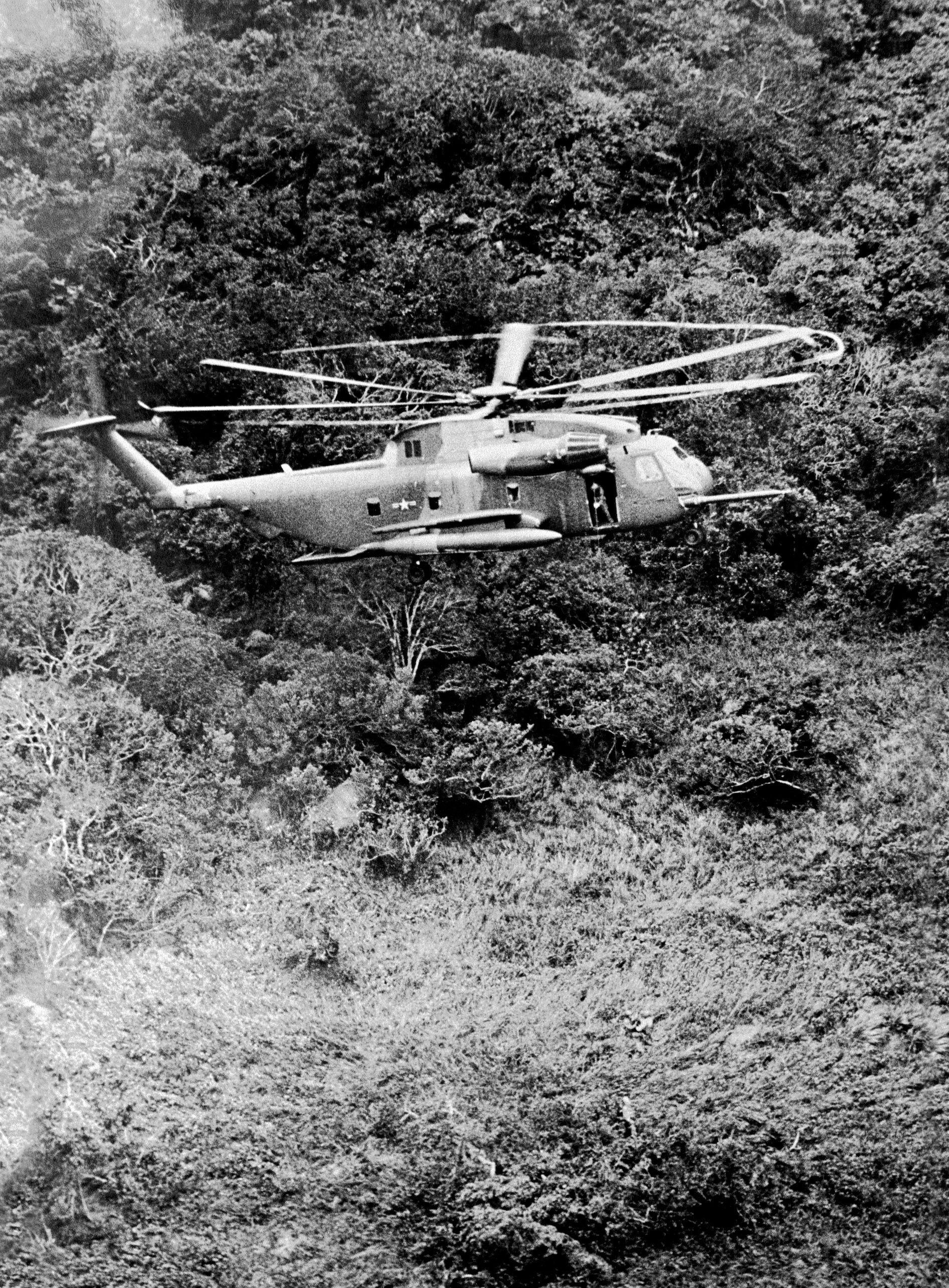
Un HH-53C Super Jolly Green Giant rescata a un aviador derribado en Vietnam.

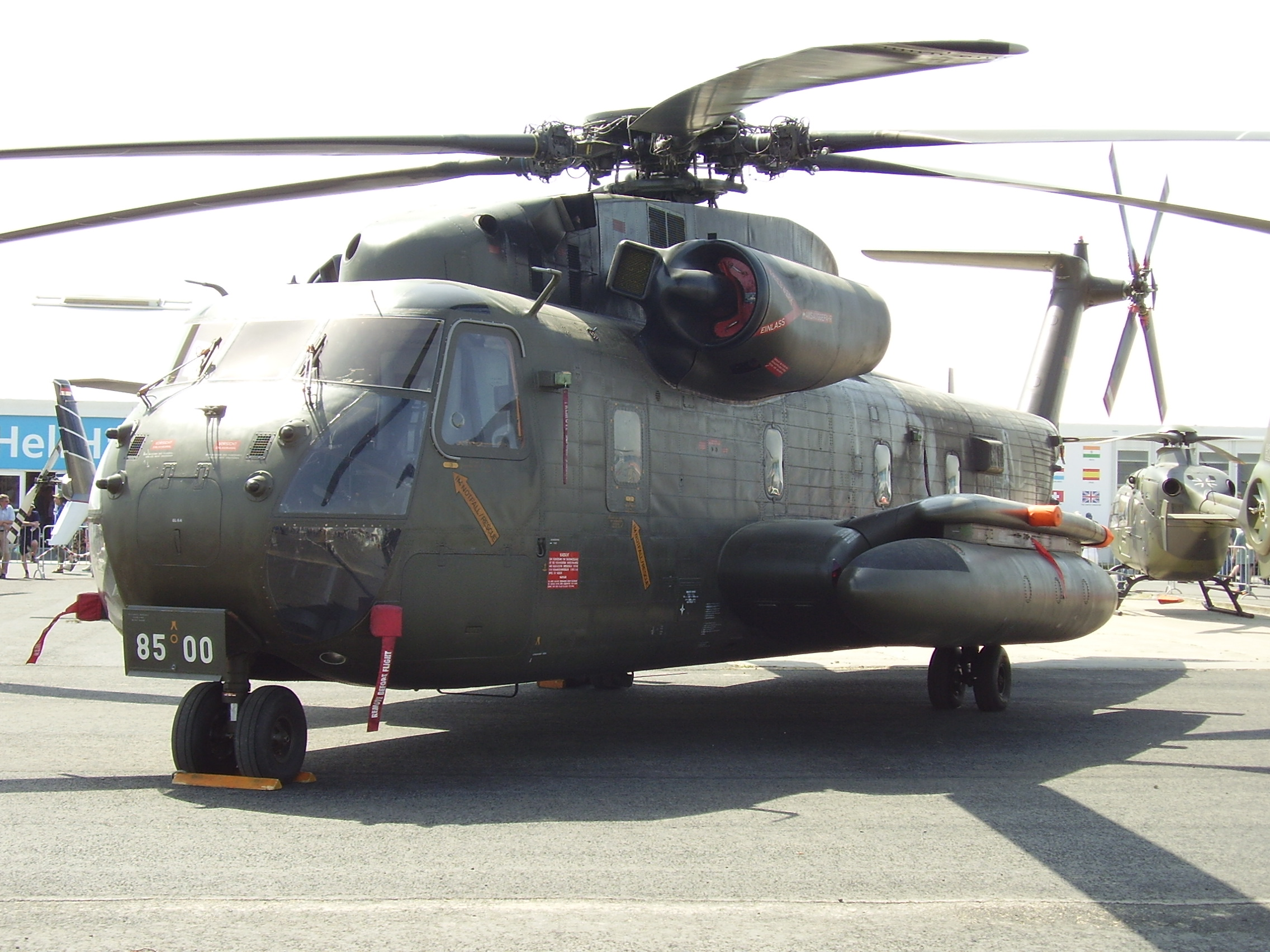
Un CH-53GS del Ejército Alemán.

Un MH-53E Sea Dragon de la Armada estadounidense eleva el fuselaje de un MH-53J de la Fuerza Aérea.

- El Ejército Alemán tiene noventa y seis en servicio (noviembre de 2008).[39]

 México
- La Fuerza Aérea Mexicana tiene 4 unidades S-65C Ya’sur 2000 adquiridas a Israel en 2005, de las cuales 2 se encuentran inoperativas.[40][39]

 Irán
- La Aviación Naval de la República Islámica de Irán se hizo con seis RH-53D buscaminas que fueron recibidos por la Armada iraní prerrevolucionaria.[41] Irán tiene tres CH-53 en servicio (noviembre de 2008).[39]

 Israel
- La Fuerza Aérea Israelí tenía treinta y tres CH-53 en servicio en noviembre de 2008.[39]

### Antiguos operadores
Austria
- La Fuerza Aérea Austriaca pidió dos ejemplares en 1968; los recibió en 1970, pero los terminó vendiendo a Israel en 1981 a causa de los elevados costes operativos que implicaba su mantenimiento.

 Estados Unidos
- El Cuerpo de Marines de los Estados Unidos tenía 178 helicópteros CH-53D/E en su haber (noviembre de 2008).[39]
- La Armada de los Estados Unidos poseía treinta y cuatro MH-53E (noviembre de 2008).[39]
- Heavy Lift Helicopters.[21]

## Accidentes e incidentes
Debido a su gran tamaño y capacidad de transportar muchos soldados a la vez, los pocos accidentes aéreos que han involucrado a helicópteros CH-53 se encuentran entre los que más víctimas fatales han causado en la historia de este tipo de aeronaves.
- El 23 de junio de 1967 un Sikorsky CH-53A Sea Stallion se estrelló en el aire con un UH-1B del US Army. Las 22 personas a bordo murieron.[42]
- El 8 de enero de 1968 un CH-53A del HMH-463 se estrelló en Vietnam del Sur debido al mal tiempo. Murieron las 46 personas que iban a bordo.
- El 8 de julio de 1971 un CH-53 israelí se estrelló en el mar frente a las costas del Sinaí, muriendo 10 personas.
- Durante la guerra del Yom Kippur un CH-53 fue derribado por la artillería antiaérea egipcia, el 24 de octubre de 1973. Murieron 14 personas y otras 12 resultaron heridas.[43]
- En mayo de 1975 durante las operaciones realizadas para liberar a los tripulantes del SS Mayaguez se perdieron varios CH-53.
- El 10 de mayo de 1977, 54 personas resultaron muertas en el accidente de un CH-53 israelí.
- El 21 de octubre de 1977 el accidente de un CH-53D en Filipinas dejó 24 Marines muertos y 13 heridos.[44]
- El 24 de marzo de 1984 18 Marines de EE. UU. y 11 Marines surcoreanos murieron al estrellarse un CH-53 contra una montaña durante un ejercicio nocturno, parte de las maniobras Team Spirit 84.
- El 4 de febrero de 1997, dos helicópteros CH-53 colisionaron en pleno vuelo, también en Israel. Un total de 73 personas fallecieron en esa oportunidad.[45][46]
- El 26 de enero de 2005 un CH-53E del escuadrón HMH-361 se estrelló en Irak, muriendo las 31 personas a bordo.
- El 17 de febrero de 2006 dos CH-53 colisionaron y cayeron al mar durante un ejercicio de entrenamiento frente a las costas de Yibuti. Solo 2 de los 12 tripulantes sobrevivieron.
- Un CH-53E del 22nd Marine Expeditionary Unit (MEU) se estrelló el 1 de septiembre de 2014 cuando trataba de aterrizar en el USS Mesa Verde (LPD 19). las 25 personas a bordo fueron rescatadas.[47]

## Especificaciones (CH-53D)
Referencia datos: Deagel.com, U.S. Navy history, International Directory, US Navy Fact File

### Características generales
- Tripulación: 2 pilotos, uno o más jefes de tripulación
- Capacidad: 37 soldados (55 en una configuración alternativa), o 24 camillas
- Longitud: 27 m (88,5 ft)
- Diámetro rotor principal: 22 m (72,2 ft)
- Altura: 7,6 m (24,9 ft)
- Peso vacío: 10 740 kg
- Peso cargado: 15 225 kg
- Peso máximo al despegue: 19 100 kg
- Planta motriz: 2× turboeje General Electric T64-GE-413.
  - Potencia: 2927 kW (3925 shp) cada uno.

### Rendimiento
- Velocidad máxima operativa (Vno): 315 km/h (196 MPH; 170 kt)
- Velocidad crucero (Vc): 278 km/h (173 MPH; 150 kt)
- Alcance: 1000 km (540 nmi; 621 mi)
- Alcance en ferry: 1640 km
- Techo de vuelo: 5106 m (16 750 ft)
- Régimen de ascenso: 12,5 m/s (2461 ft/min)
- Carga del rotor: 8,95 lb/sq ft

## Aeronaves relacionadas

### Desarrollos relacionados
- Sikorsky CH-54 Tarhe
- Sikorsky S-61R
- HH-53 "Super Jolly Green Giant"/MH-53 Pave Low
- CH-53E Super Stallion

### Aeronaves similares
- CH-47 Chinook
- Mil Mi-6
- Mil Mi-14

### Secuencias de designación
- Secuencia S-_ (interna de Sikorsky): ← S-62 - S-63 - S-64 - S-65 - S-66 - S-67 - S-68 →
- Secuencia _H-_ (Helicópteros estadounidenses, 1962-presente): ← QH-50 - XH-51 - HH-52 - CH-53/HH-53/MH-53/CH-53E/CH-53K - CH-54 - TH-55 - AH-56 →